# Casupscull (canton)
Casupscull est un canton canadien de l'est du Québec situé dans la région administrative du Bas-Saint-Laurent dans la vallée de la Matapédia.  Il fut proclamé officiellement le 14 mai 1864.  Il couvre une superficie de 19 425 hectares.

## Toponymie
Le toponyme Casupscull est très voisin de celui de la ville et de la rivière Causapscal.  Ce dernier toponyme signifie en micmac « fond pierreux et brillant » et « eau rapide ».